# 2010年バンクーバーオリンピックのアイスホッケー競技
2010年バンクーバーオリンピックのアイスホッケー競技（2010ねんバンクーバーオリンピックのアイスホッケーきょうぎ）は、2月13日から2月28日まで男女2種目が実施された。

## 概要
競技では男子12カ国、女子8カ国が参加して行われた。
男子では4カ国ごとに3つのグループに分かれ総当りの予選リーグを行った。予選リーグの各1位（3チーム）および2位のうち最も成績が良かったチーム（1チーム）は準々決勝へ進出。残りの8チームはプレーオフ（1試合。対戦相手は予選リーグの順位に基づく）を行い、勝ったチーム（4チーム）も準々決勝へ進出。以降はトーナメント方式で順位を決定。
女子では4カ国ごとに2つのグループに分かれ総当りの予選リーグを行った。予選リーグの上位2チームが準決勝に進出し、下位2チームは5-8位決定戦へ進んだ。準決勝および5-8位決定戦以降はトーナメント方式で最終順位を決定。
今大会では、国際規格である60m×30mではなく、北米規格の61m×26mのホッケーリンクで開催される。

## グループリーグ組み合わせ

### 男子
| Group A - カナダ - アメリカ合衆国 - スイス - ノルウェー | Group B - ロシア - チェコ - スロバキア - ラトビア | Group C - スウェーデン - フィンランド - ベラルーシ - ドイツ |

### 女子
| Group A - カナダ - スウェーデン - スイス - スロバキア | Group B - アメリカ合衆国 - フィンランド - ロシア - 中国 |

## 競技結果
| 種目 | 1位          | 2位                  | 3位                |
| ---- | ------------ | -------------------- | ------------------ |
| 男子 | カナダ (CAN) | アメリカ合衆国 (USA) | フィンランド (FIN) |
| 女子 | カナダ (CAN) | アメリカ合衆国 (USA) | フィンランド (FIN) |